# Porträttfotografi

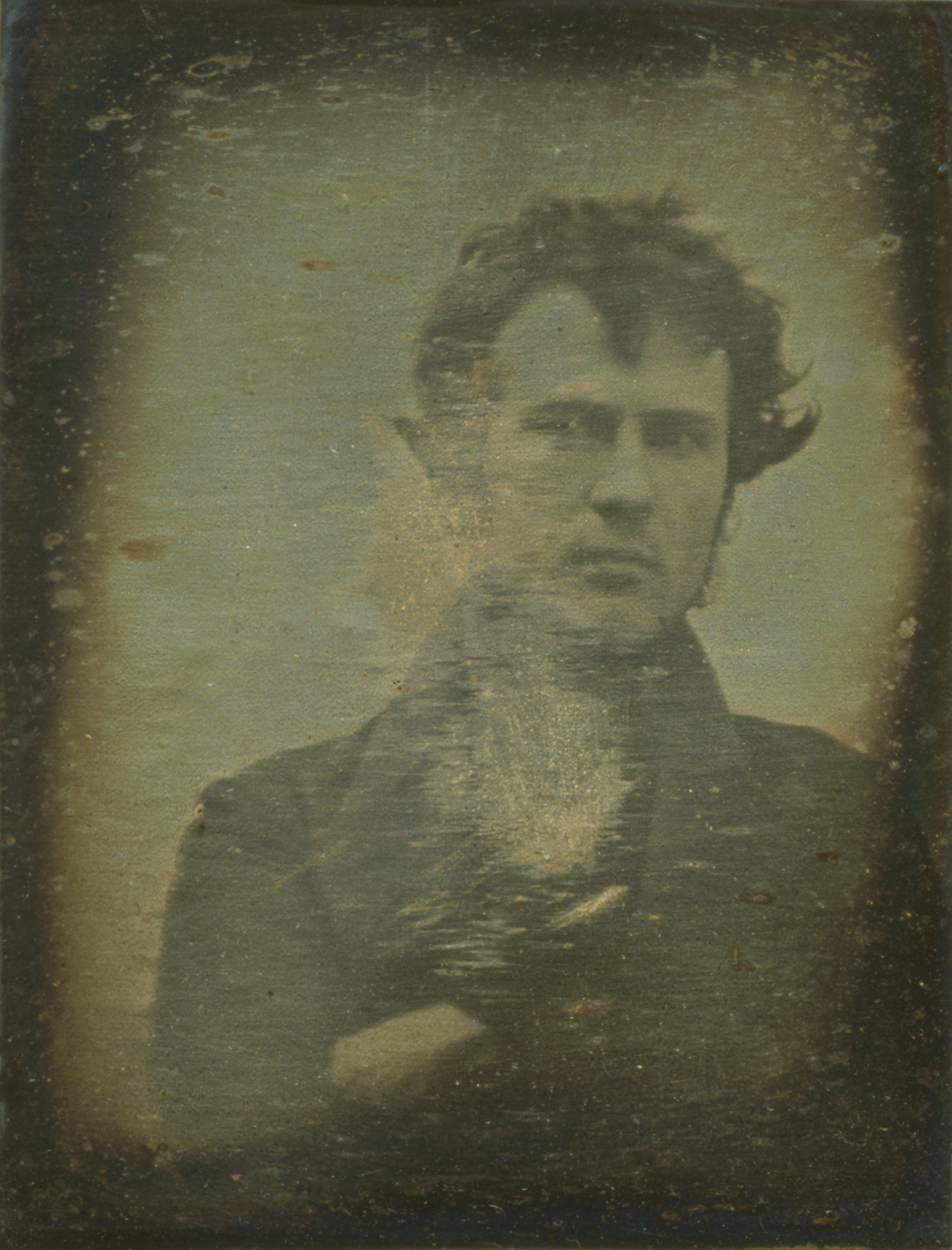
Världens första porträttfotografi av en människa: Robert Cornelius självporträtt, 1839.

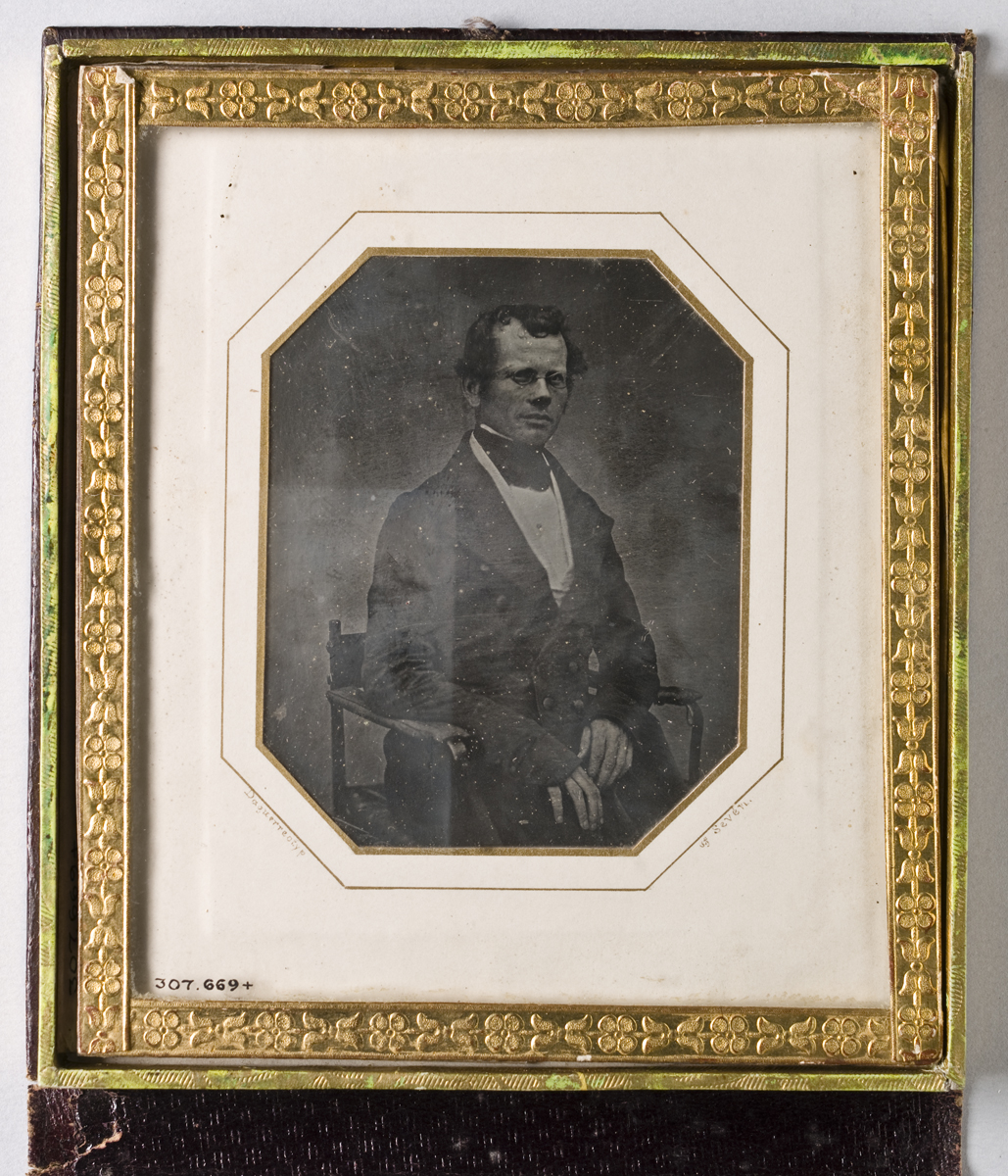
Det kanske tidigaste svenska fotografiska porträttet, ca. 1841. Okänd man, daguerreotyp av Johan Adolf Sevén (1806-1870).

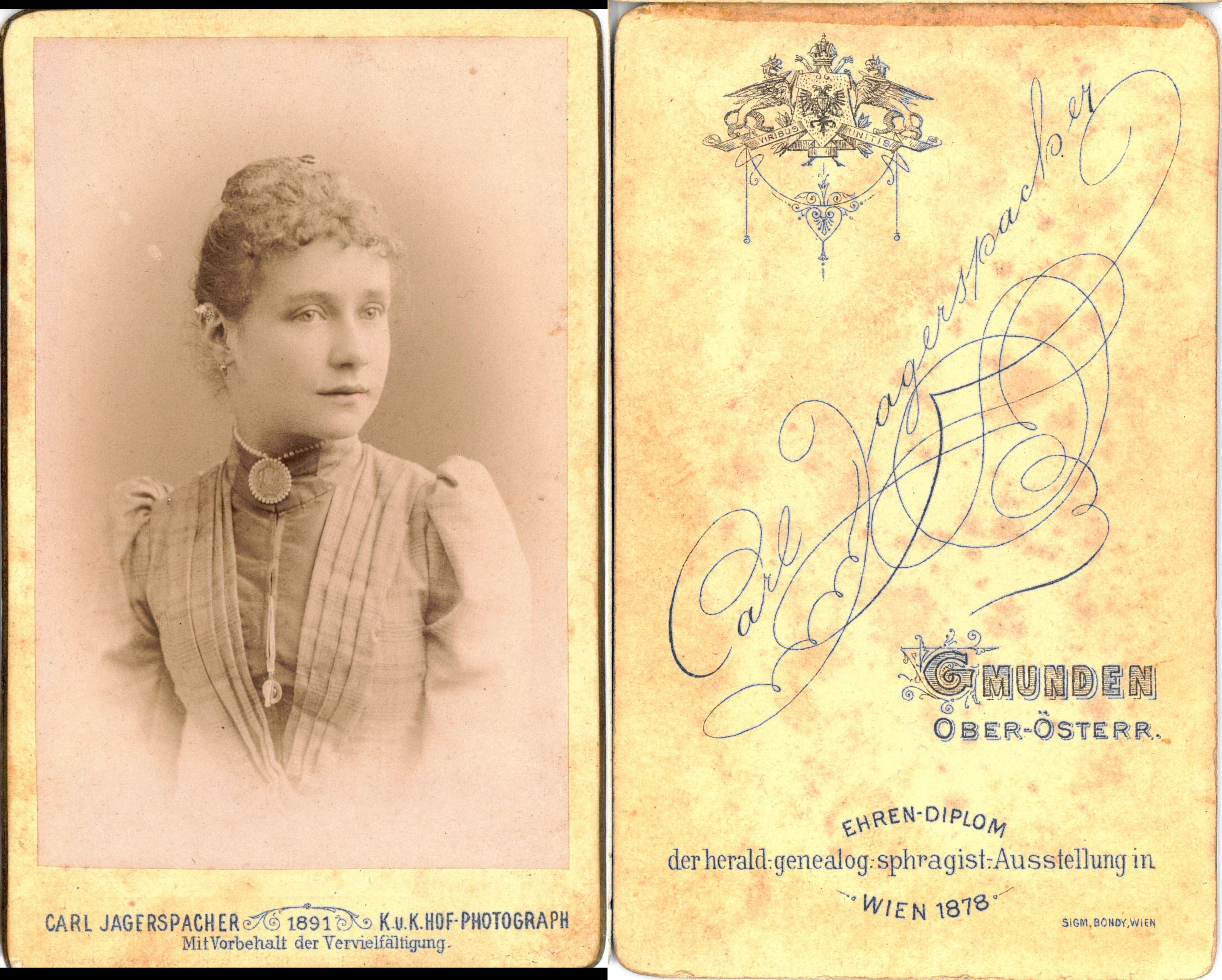
Fram- och baksida av ett s.k. visitkort. Okänd kvinna, foto Carl Jagerspacher, Österrike, 1878.

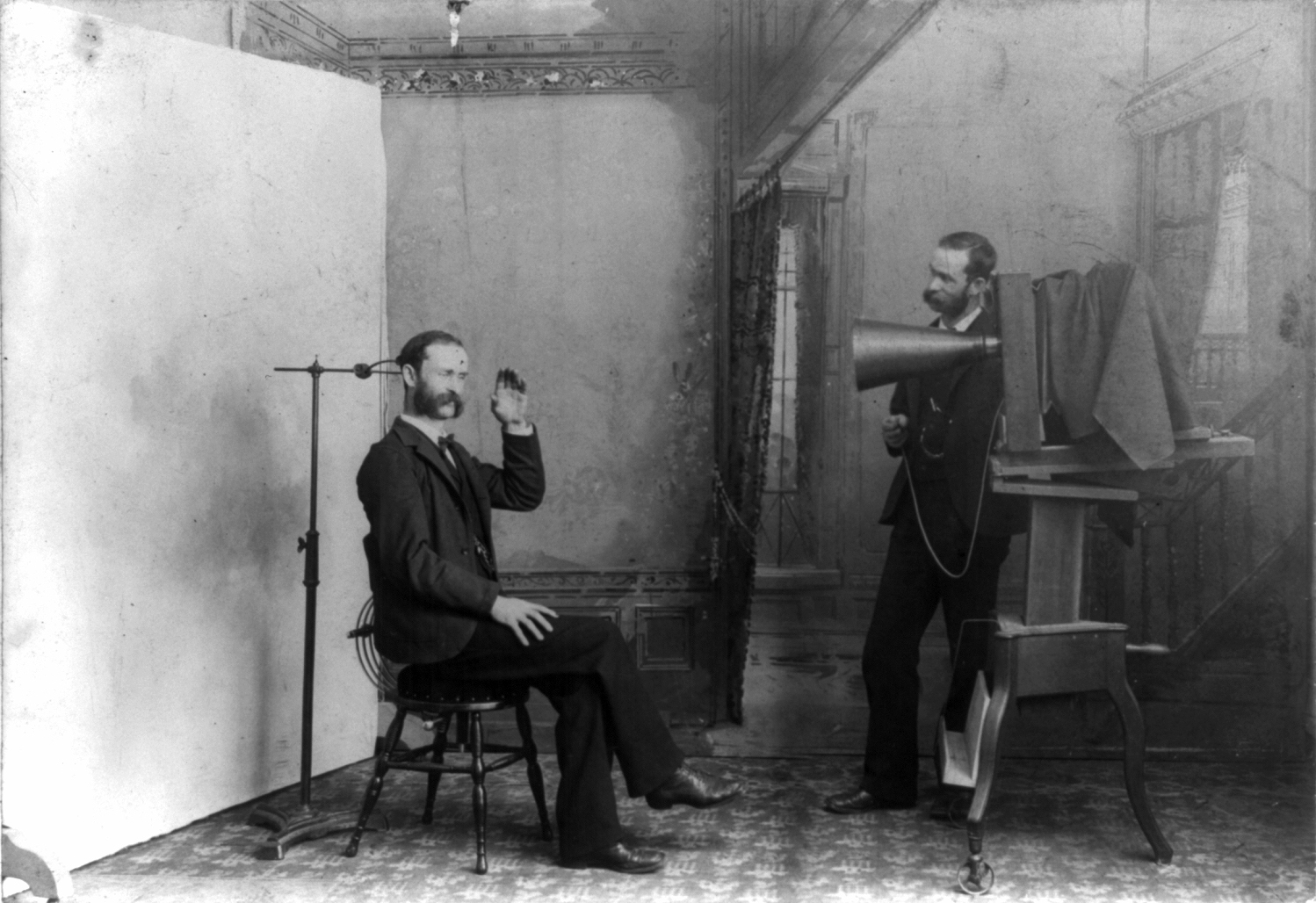
Fotoateljé 1893, foto A.H. Wheeler

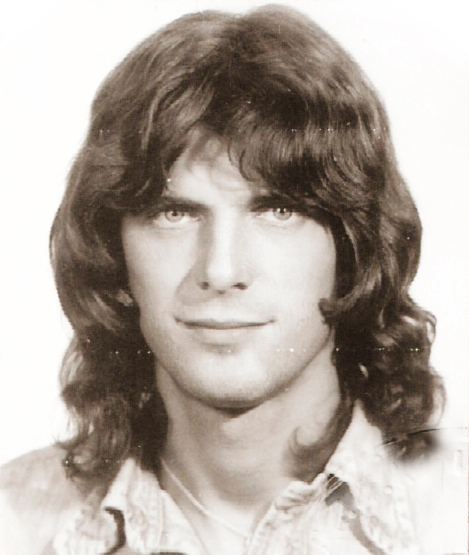
Passfoto 1973.

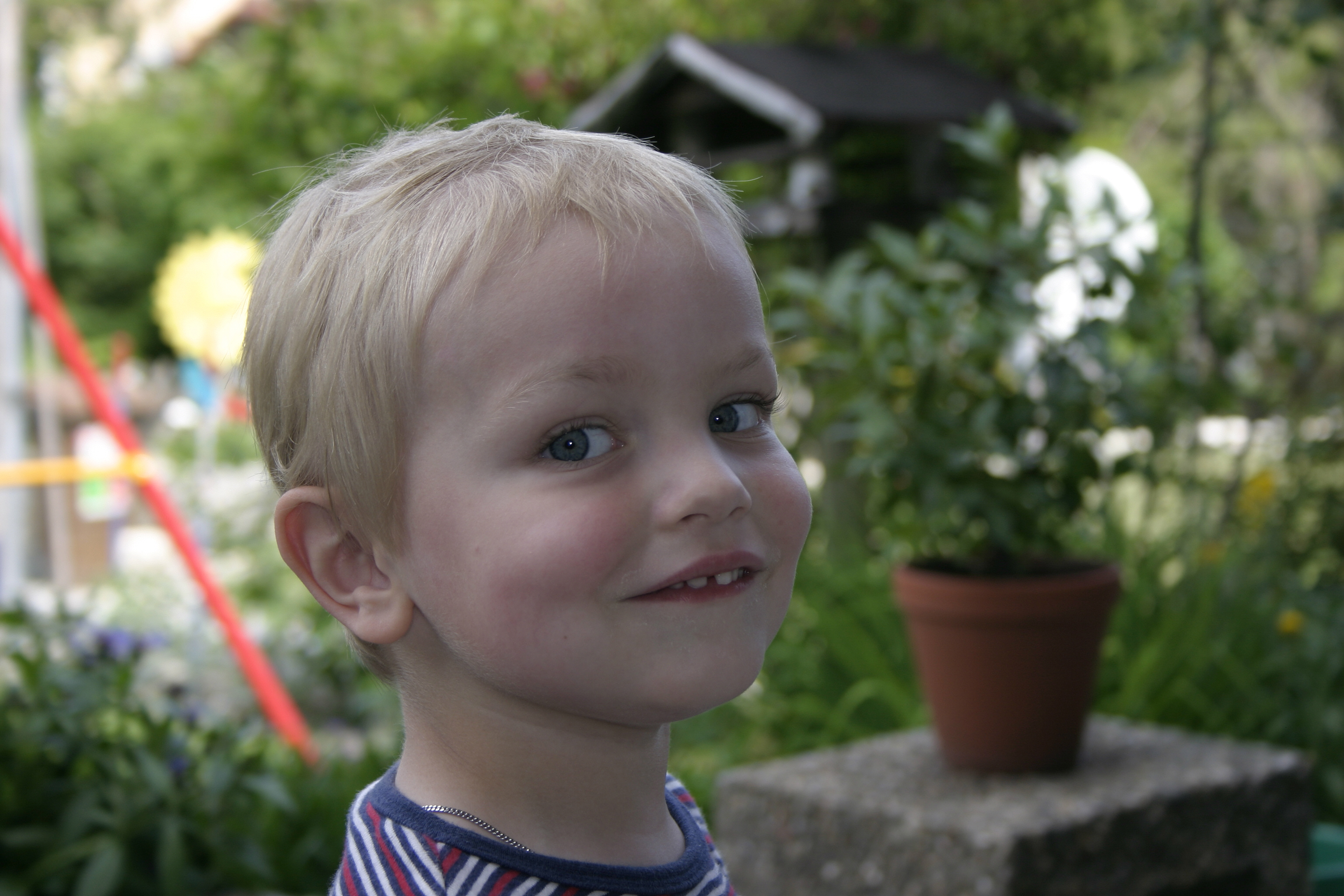
Amatörporträtt av pojke, 2006.

Porträttfotografi är konsten att ta en bild som visar en persons individuella karaktärsdrag och uttryck. Liksom i porträttmåleriet kan skälen till att göra ett fotografiskt porträtt vara många, alltifrån att vilja förhärliga någon till att försöka fånga en persons naturliga jag. Det omfattar allt mellan det förskrämda passfotot och det arrangerade ateljéporträttet.

## Historik
Porträttfotograferingen är i stort sett lika gammal som uppfinning av de första fotografiska teknikerna. Det första hållbara fotografiet gjordes av Nicéphore Niépce 1826 och 1839 presenterade hans kompanjon, Louis Daguerre, den så kallade Daguerreotypin. Daguerreotypin var en glasplåt som visade en positiv bild, bilden fanns således endast i ett exemplar och gick inte att kopiera. Samma år som Daguerre presenterade sin nya fototeknik togs också den första kända fotografiska porträttbilden av en människa; amerikanen Robert Cornelius självporträtt. Cornelius gjorde fotografiet med en teknik liknade Daguerres. (Det första kända fotografiet som visar en människa är en vy över Boulevard du Temple som togs året innan av Daguerre.)
Daguerreotypin kom att bli mycket populär för framställning av porträtt. Tack vare detta billiga och snabba sätt att få ett porträtt gjort skaffade sig nu varje förnäm borgare en daguerreotypibild av sig själv eller sin familj. Men det krävdes att de satt absolut stilla på en stol under den långa exponeringstiden på minst en halv minut. (Idag är exponeringstiden ofta hundradelar av en sekund.) Fotolampor fanns inte utan man utnyttjade dagsljuset som kom in genom ateljéfönstren.
När Daguerreotypin övergavs för nya tekniker med ett glasnegativ från vilket man kunde göra kopior populariserades porträttfotografiet. År 1854 patenterade fransmannen Disdéri metoden att med flera kameraobjektiv ta upp till åtta bilder på ett negativ. Detta blev början på massproduktionen av fotografiet. Bilderna, porträtten, hade samma storlek som ett visitkort, 6 x 9 cm, och kallades Carte de visite. Det blev nu möjligt även för mindre bemedlade borgare och arbetare att kosta på sig ett fotografiskt porträtt. Och ”vistkorten” kunde föräras vänner och släktingar.
Pionjärer som porträttfotografer vid 1800-talets mitt var Félix Nadar (1820-1910) som fotograferade otaliga personer ur Frankrikes borgerliga och konstnärliga elit samt Julia Margaret Cameron (1815-1879) och Oscar Gustave Rejlander (1813-1875) som båda verkade i England. I Sverige fanns flera porträttfotografer, bland andra Brita Sofia Hesselius, Caroline von Knorring, Johan Adolf Sevén och Johan Wilhelm Bergström.
Den moderna fototekniken med negativet på en film uppfanns av George Eastman 1884. Nu behövde fotografen inte längre sin tunga och omständliga utrustning med glasplåtar utan kunde använda sig av den behändigare filmen. Samtidigt med dessa tekniska framsteg utvecklade fotograferna fotokonsten genom utforskandet av komposition, ljus, dekor och retuschering.
År 1888 kom Kodaks revolutionerande ”n° 1 box”- kamera med rullfilm som kunde framkallas på ett professionellt fotolabb. "You press the button, we do the rest" var Kodaks slogan. Detta blev början på det flitiga amatörfotograferandet och början till den serie amatörkameror som Kodak kom att lansera på 1900-talet.
Experiment med att få fram färgfotografier hade pågått i flera decennier när bröderna Lumière 1907 blir de första att föra ut en färgteknik på marknaden. 1907 presenterar de sin mjuka och vackra Autochrome. Autochromen hade dock en begränsning - den var en positiv glasplåt, ett diapositiv, som dels måste projiceras, dels inte kunde mångfaldigas i papperskopior. Först under Andra Världskriget kom negativ färgfilm med Kodakcolor (1942) och Agfacolor (1943). Men det svart-vita porträttfoto fortfor att vara det vanligaste, och populäraste, ända in på 1970-talet.
Under 1900-talet utvecklade de professionella fotograferna porträttfotot både inom den dokumentära traditionen och inom det gestaltande ateljéfotots. Bland de mest bemärkta kan nämnas Edward S. Curtis (1868-1952), August Sander (1876–1964), Dorothea Lange (1895–1965), Curt Götlin (1900-1993), Yousuf Karsh, (1908–2002), Ernfrid Bogstedt (1908-1989), 
Diane Arbus (1923–1971), Gordon Parks (1912-2006), Christer Strömholm (1918-2002), Arnold Newman (1918-2006), Richard Avedon (1923-2004) och Annie Leibovitz (född 1949).
Med den digitala tekniken som runt millennieskiftet började ersätta den analoga ökade fotografernas möjlighet att kreativt manipulera sina bilder. Den digitala fototekniken har också ökat amatörfotograferandet till en aldrig tidigare skådad omfattning. Och de fotoautomater som förr fanns för passfoton har i Sverige ersatts av polismyndighetens egen digitala "fotoautomat".

## Exempel på porträtt

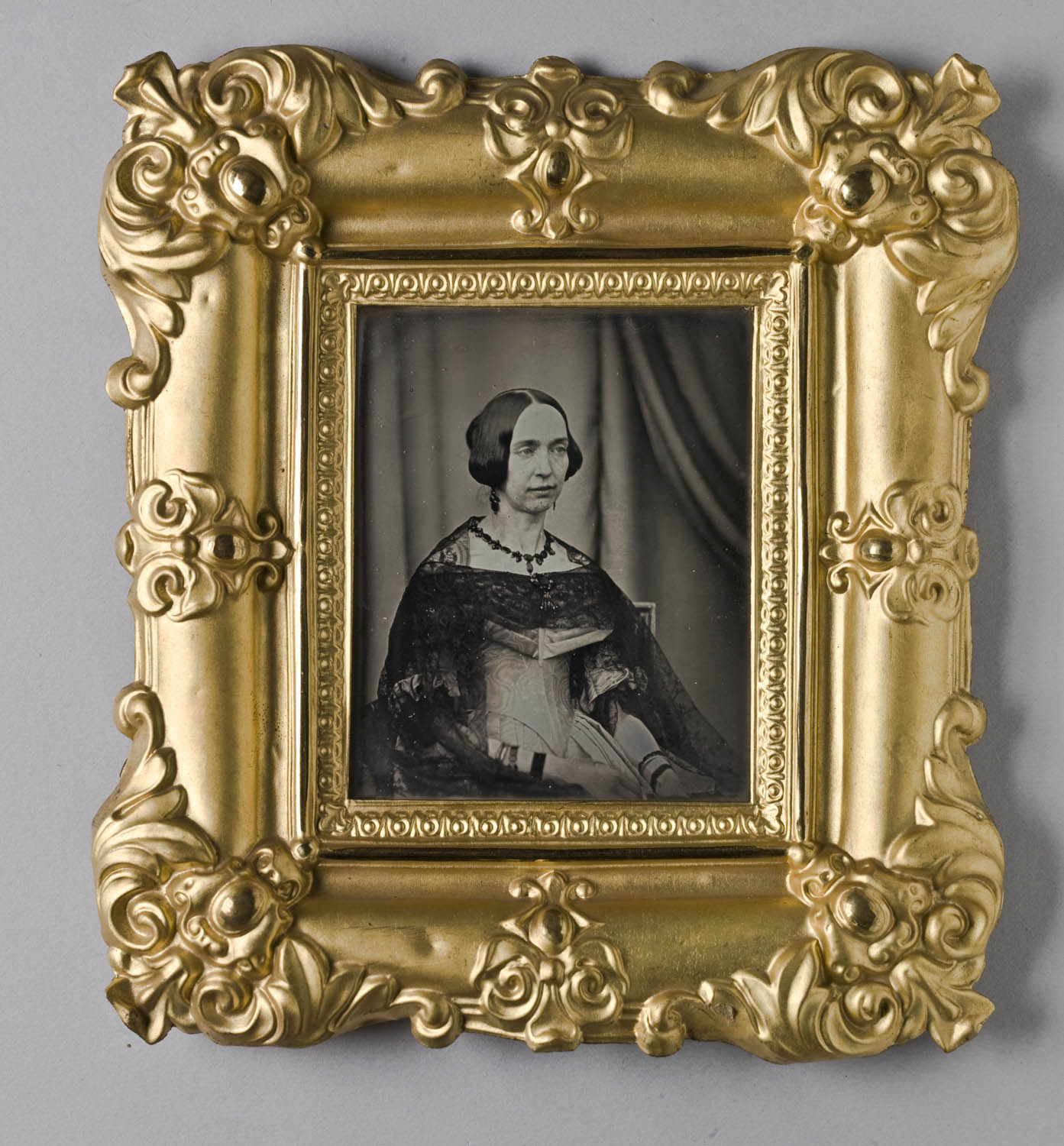
Drottning Josefina, daguerreotypi av Johan Wilhelm Bergström ca 1850.
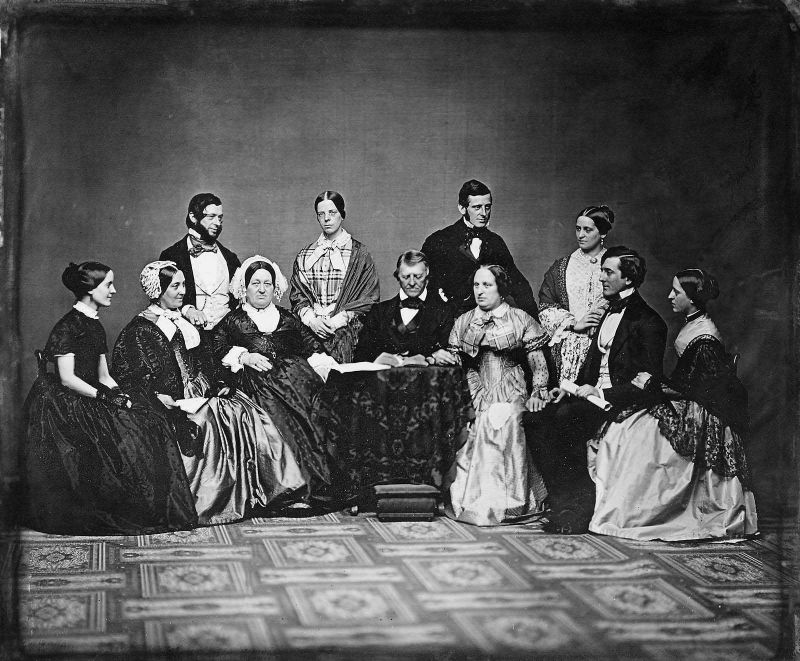
Familjeporträtt, daguerreotypi av John A. Whipple, Boston ca 1850.
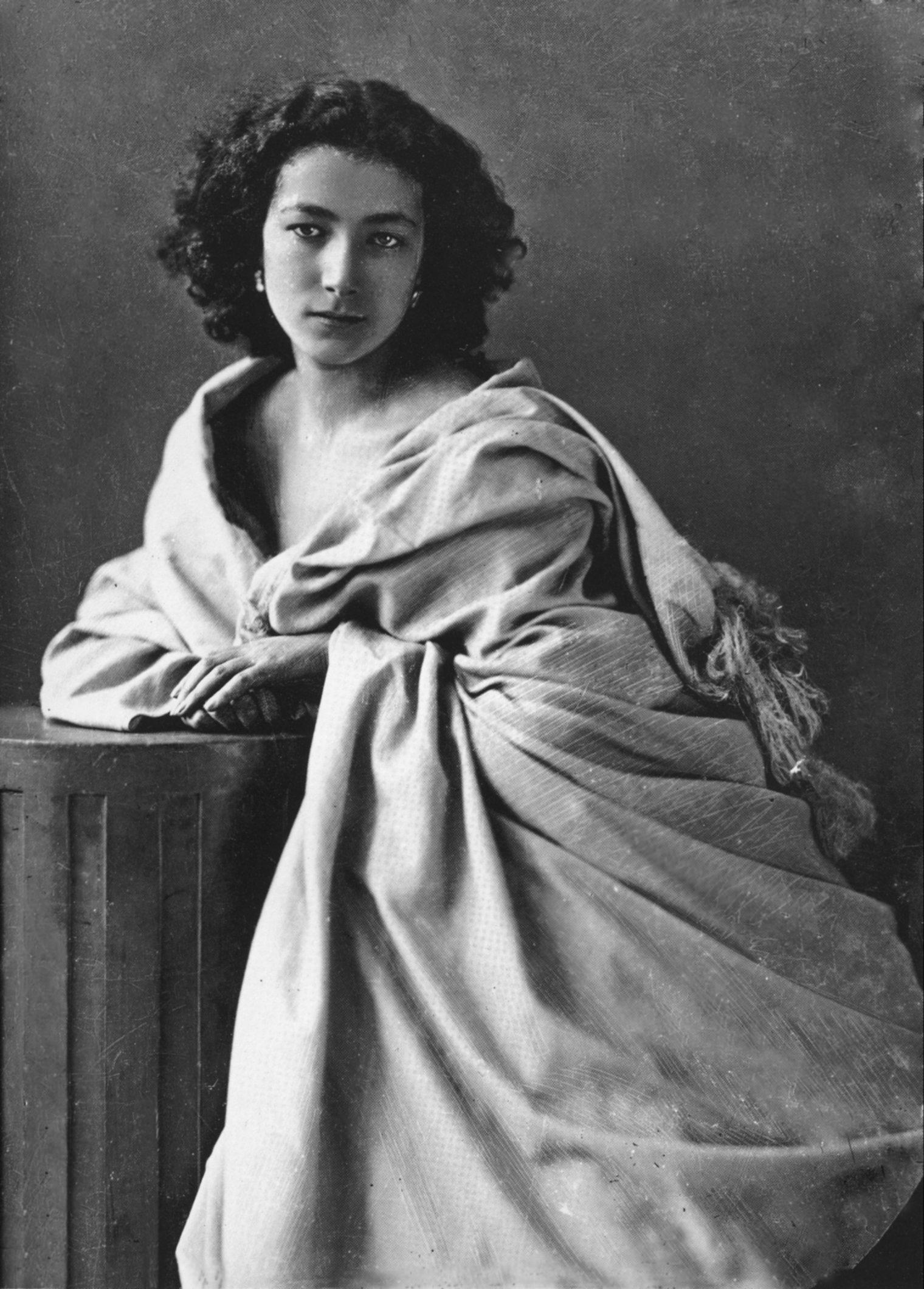
Skådespelerskan Sarah Bernhardt porträtterad av Félix Nadar 1864.
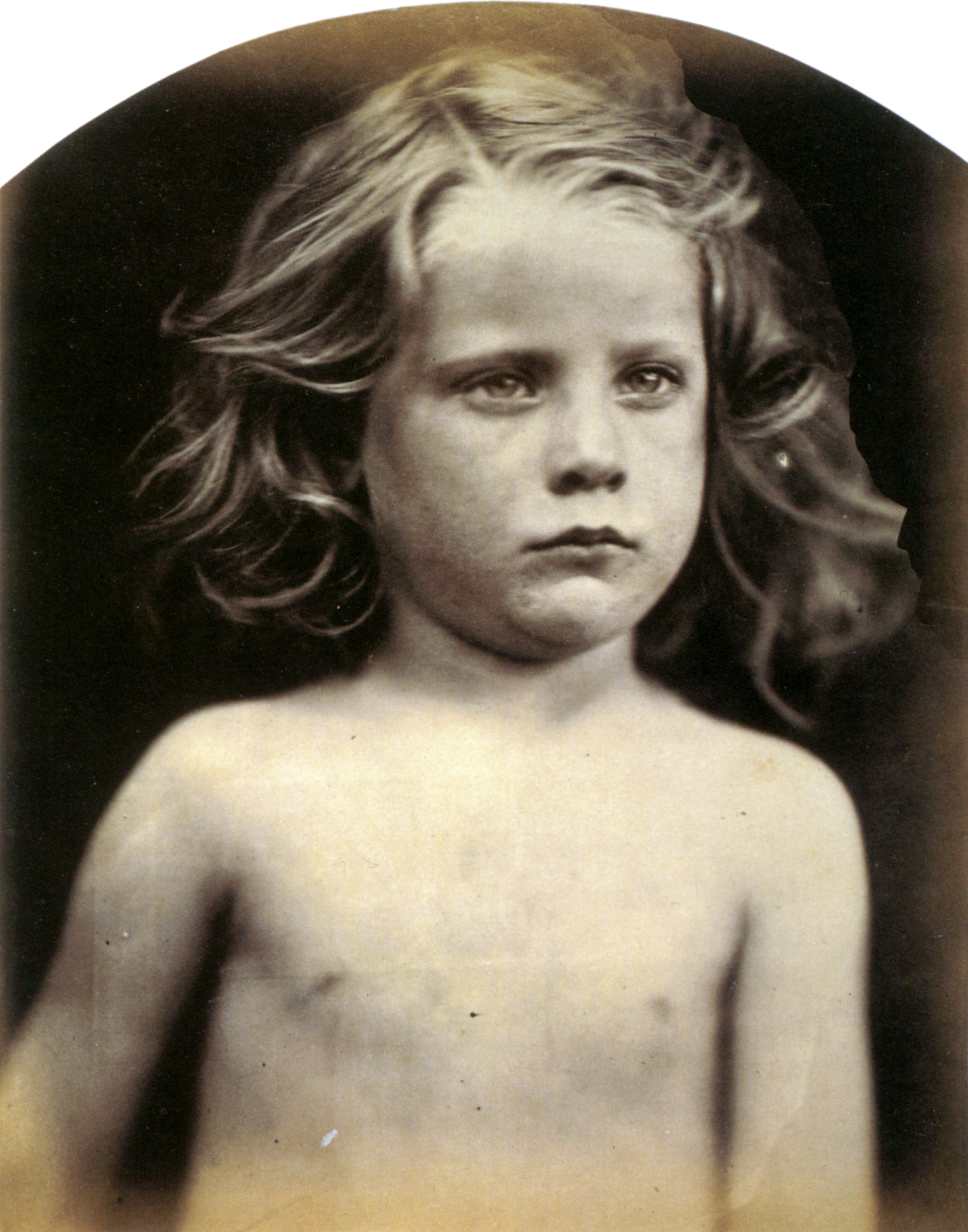
Young Astyanax, Freddy Gould, foto Julia Margaret Cameron 1866.
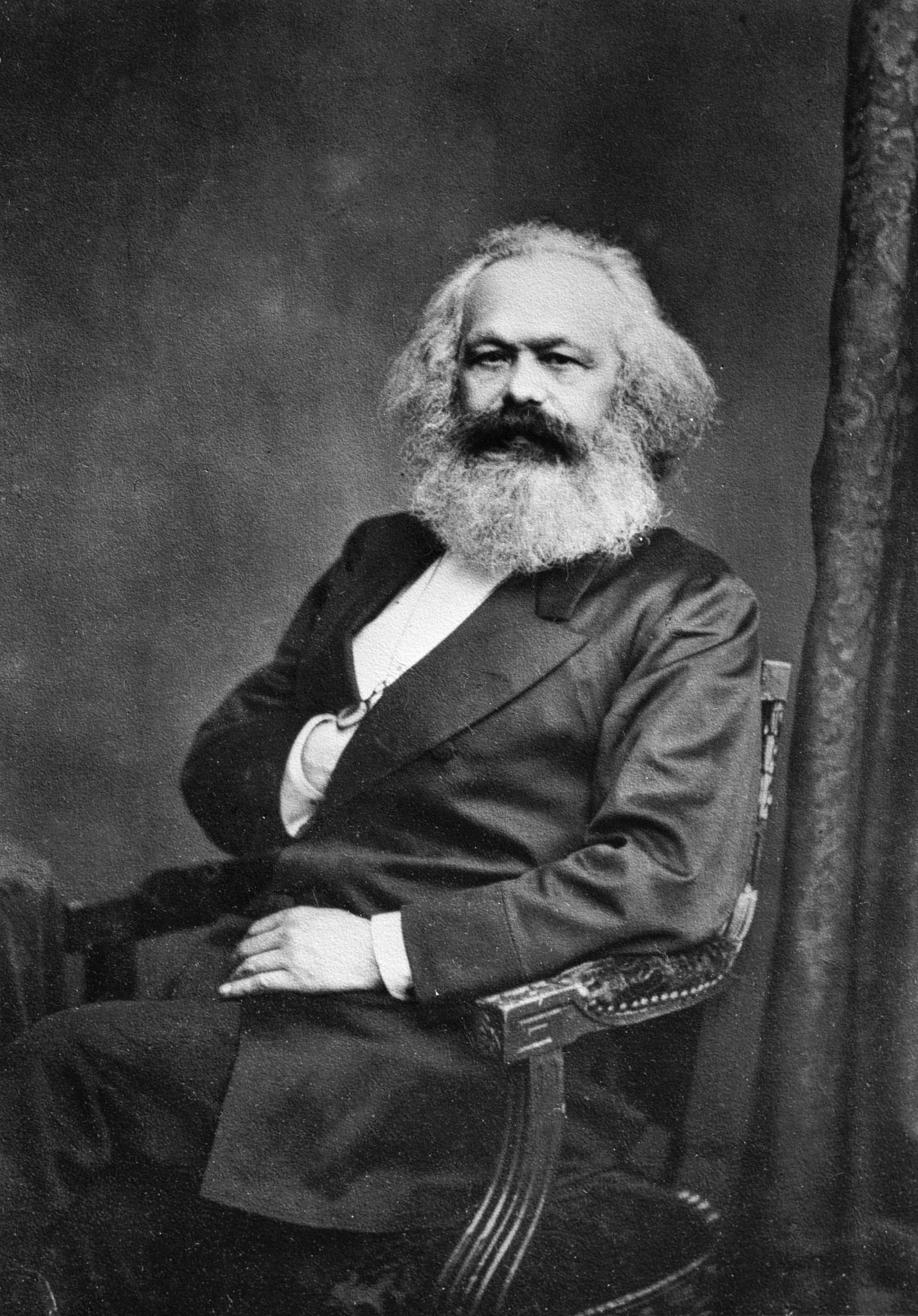
Karl Marx 1875.
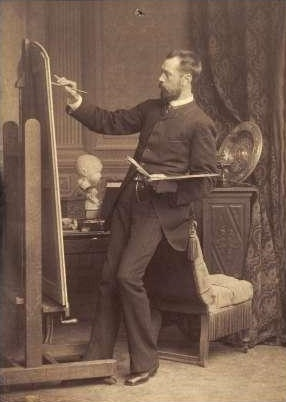
Julius Kronberg 1890, foto Ateljé Jaeger.
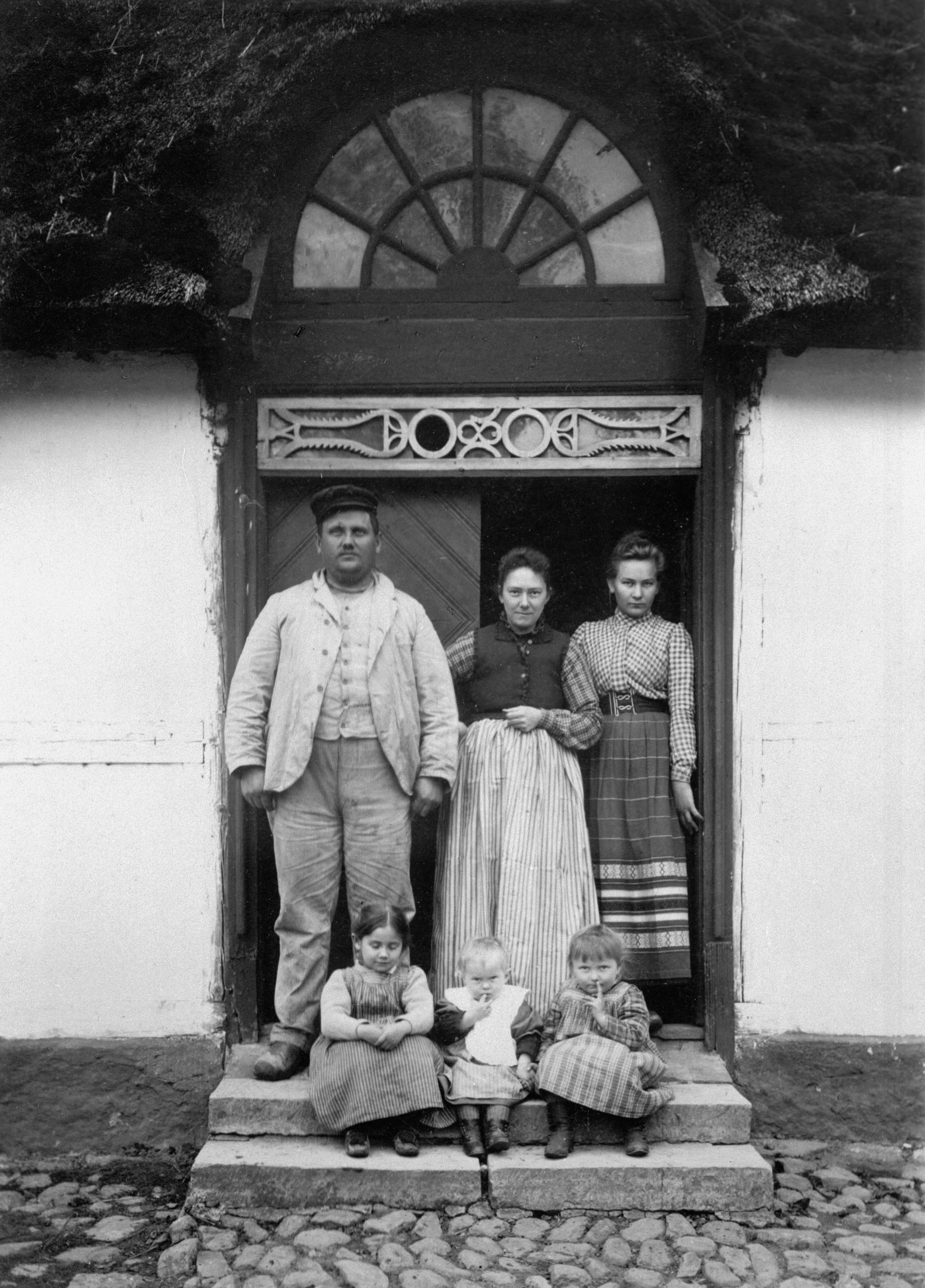
Skånsk bondefamilj 1902, foto Axel Sjöberg.
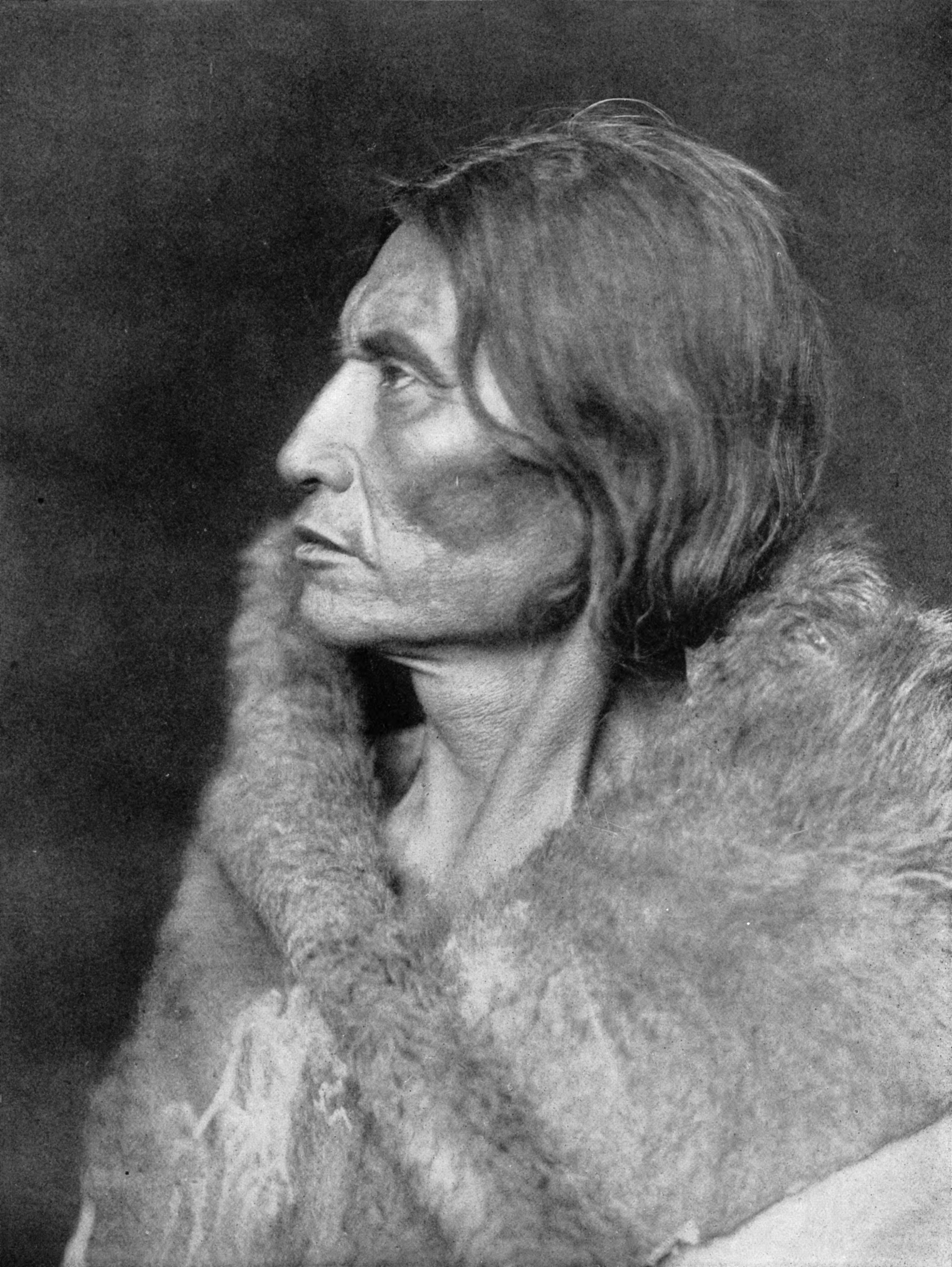
Hualapaiindian, foto Edward S. Curtis 1907.
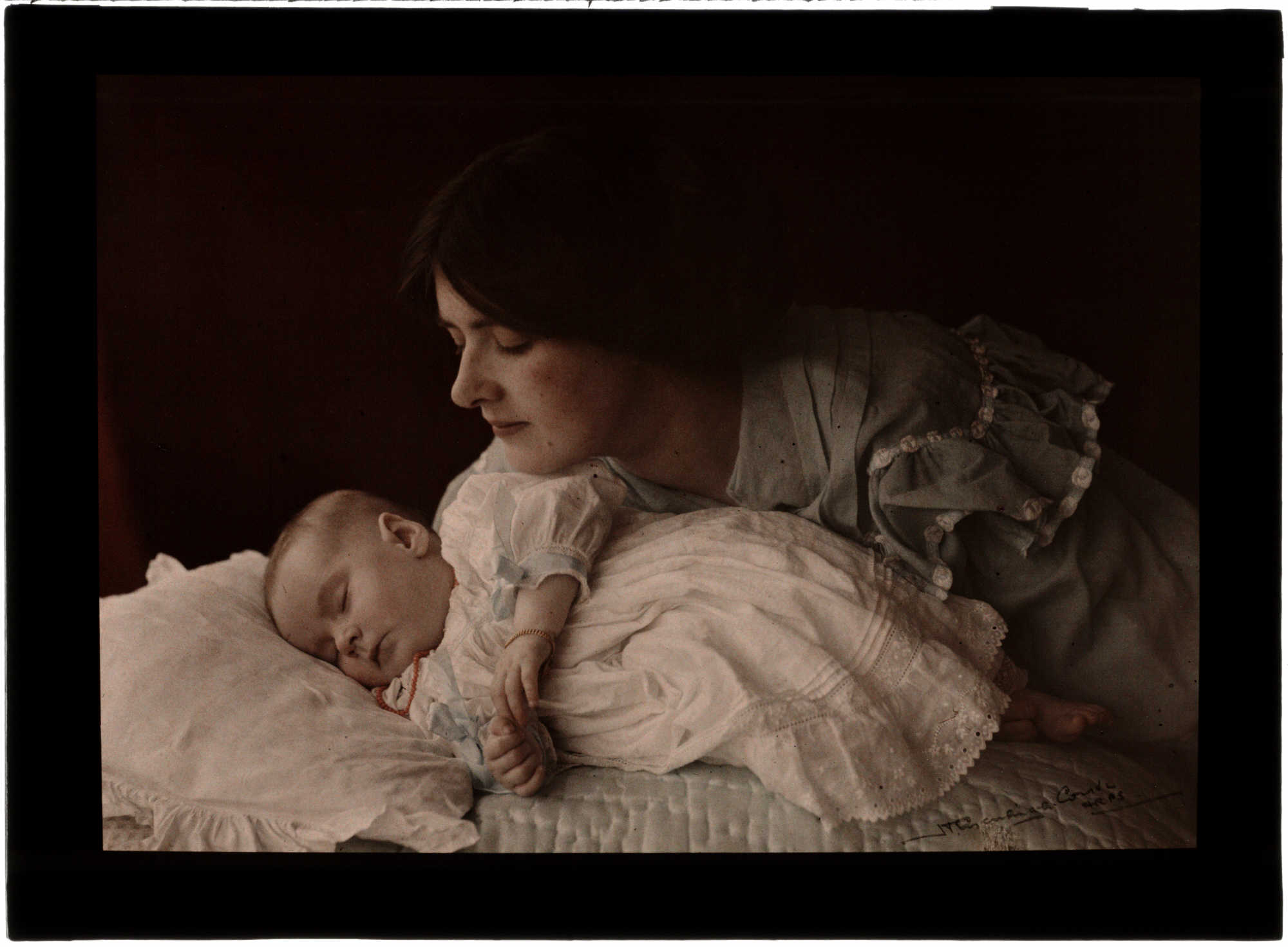
Mor med barn, autochrome av Henry Essenhigh Corke 1912
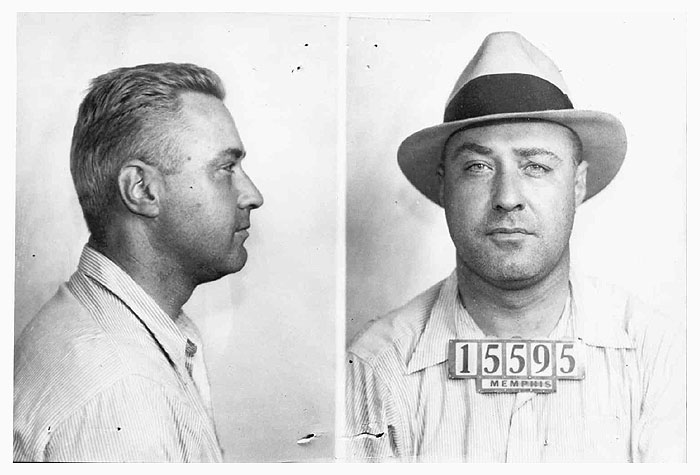
Machine Gun Kelly ca 1933, foto Memphis Police Department.
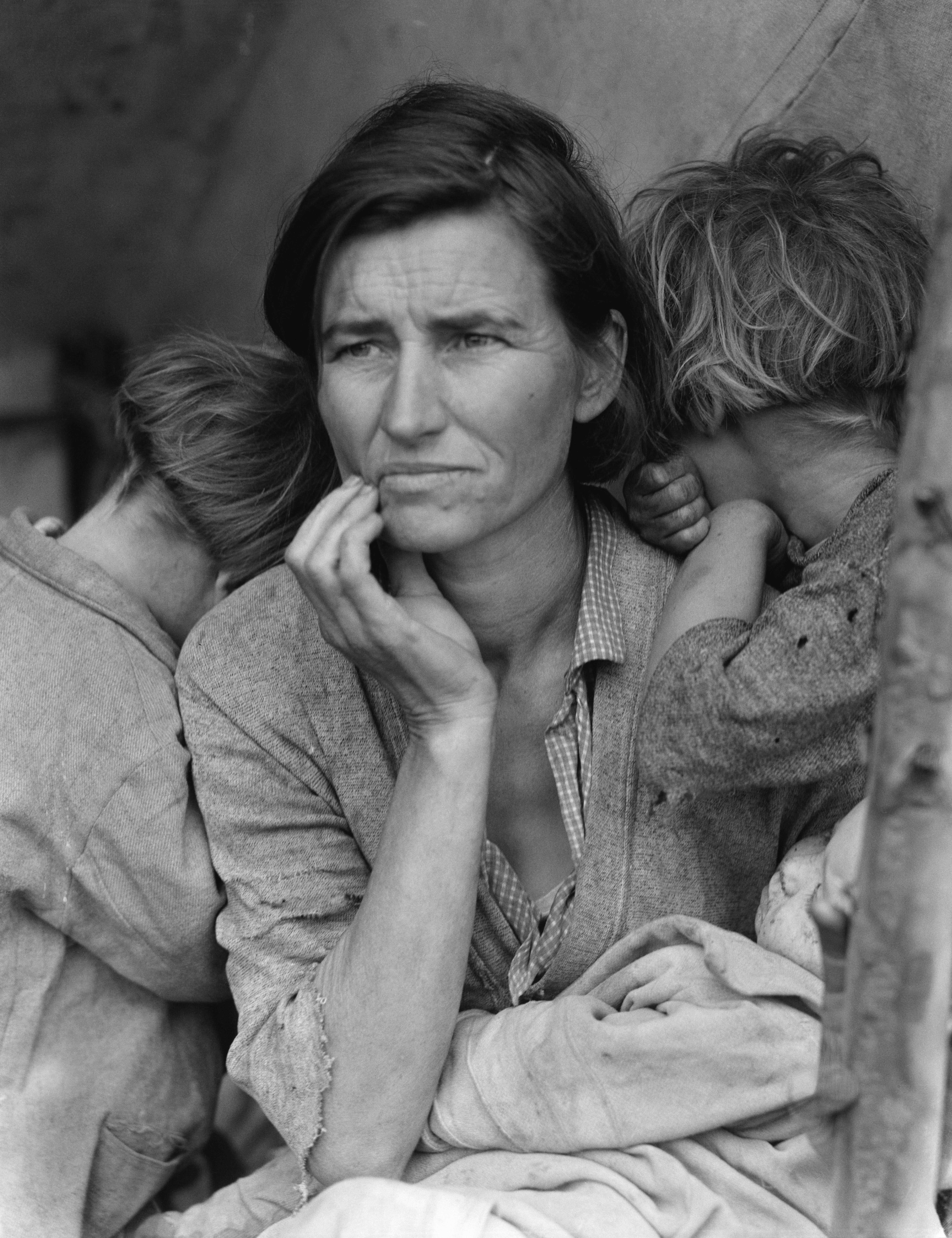
Migrant Mother, Florence Owens Thompson, foto Dorothea Lange 1936.
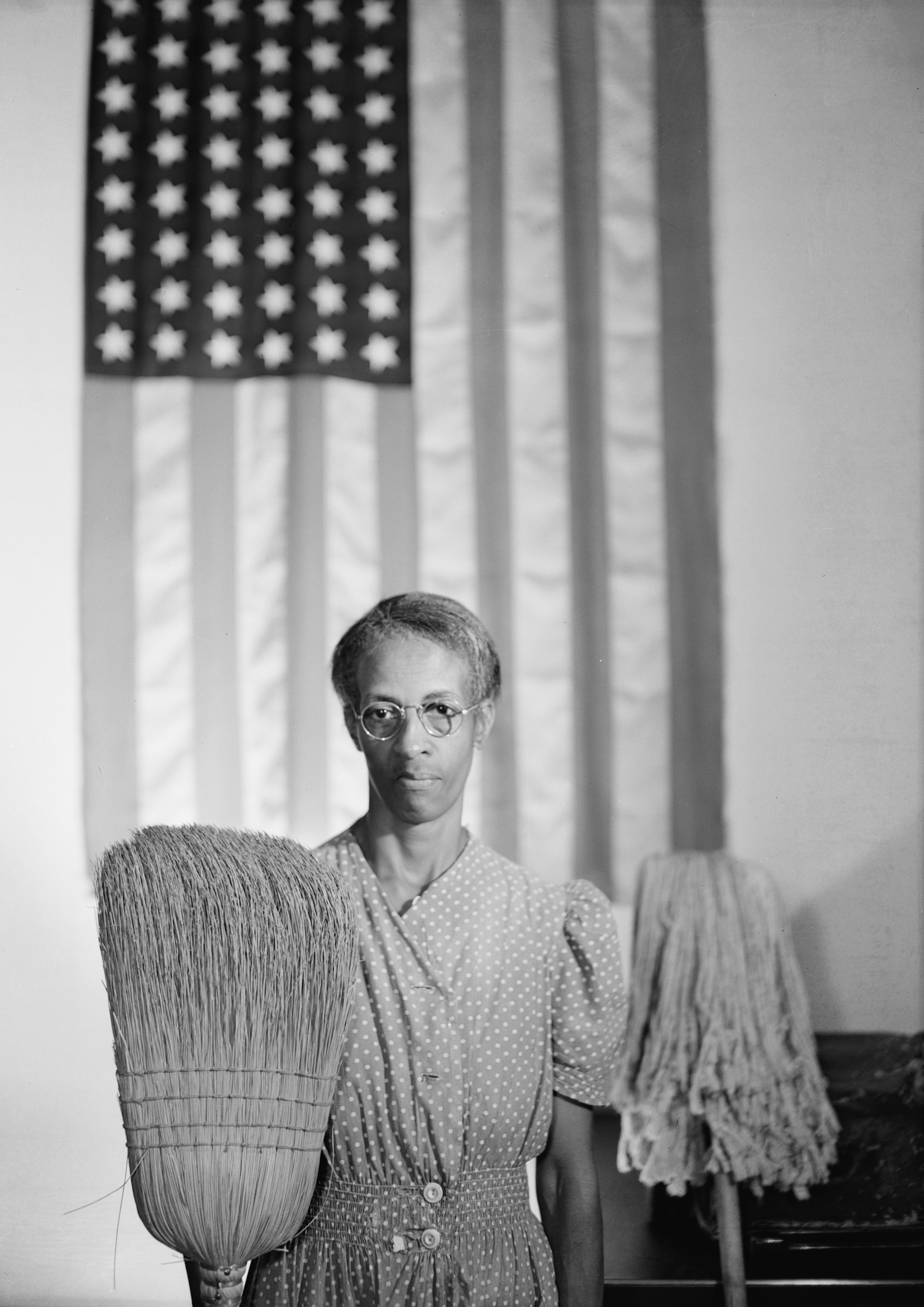
American Gothic, städerskan Ella Watson, foto av Gordon Parks 1942.
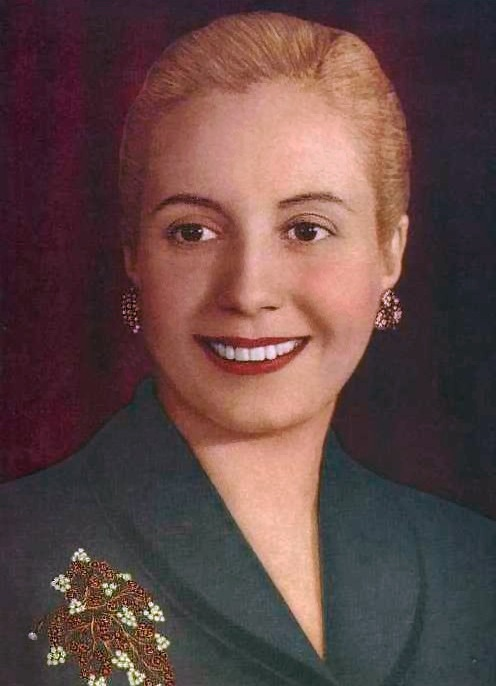
Evita Peron ca 1950.
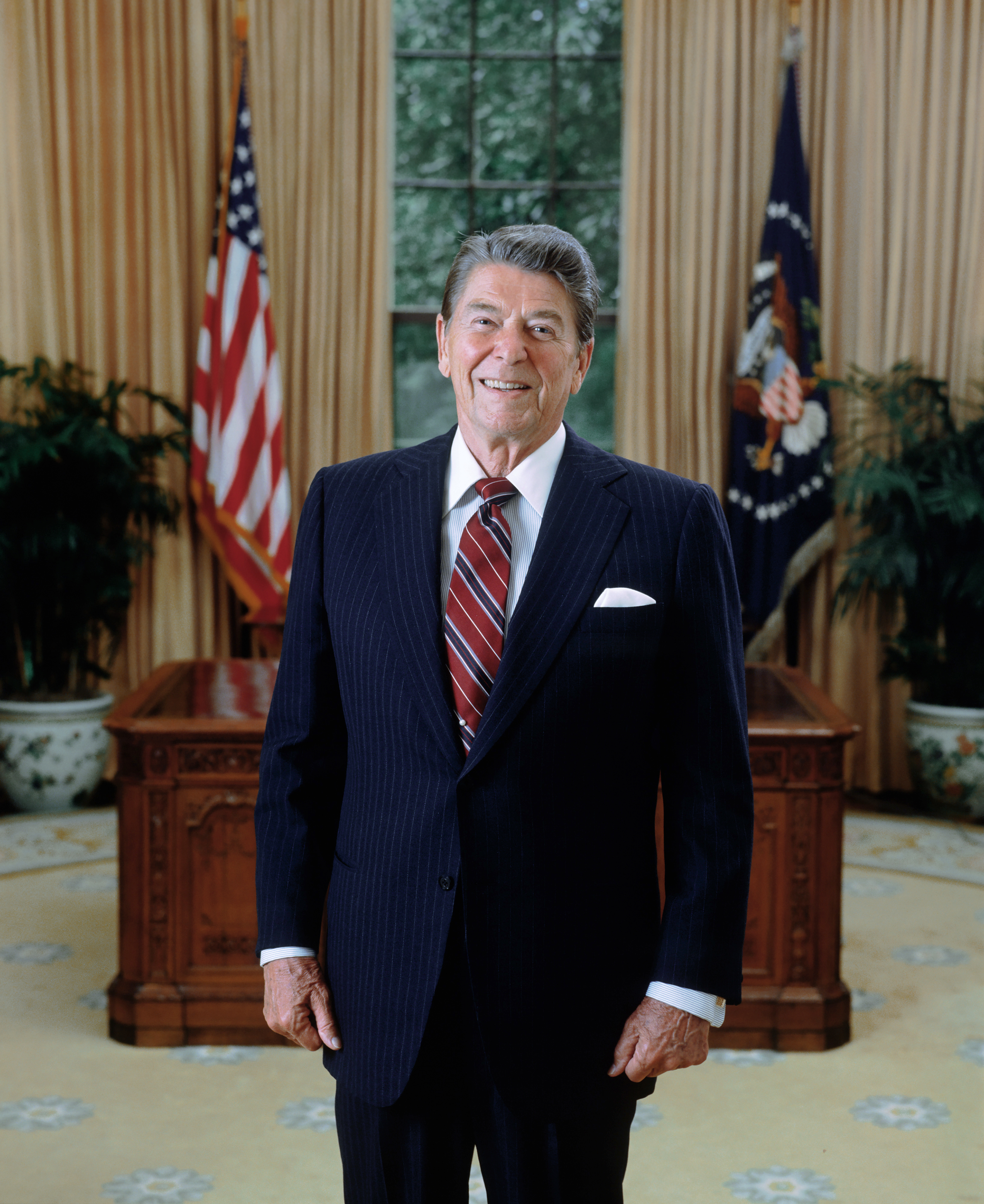
Officiellt porträtt av president Ronald Reagan, 1985.
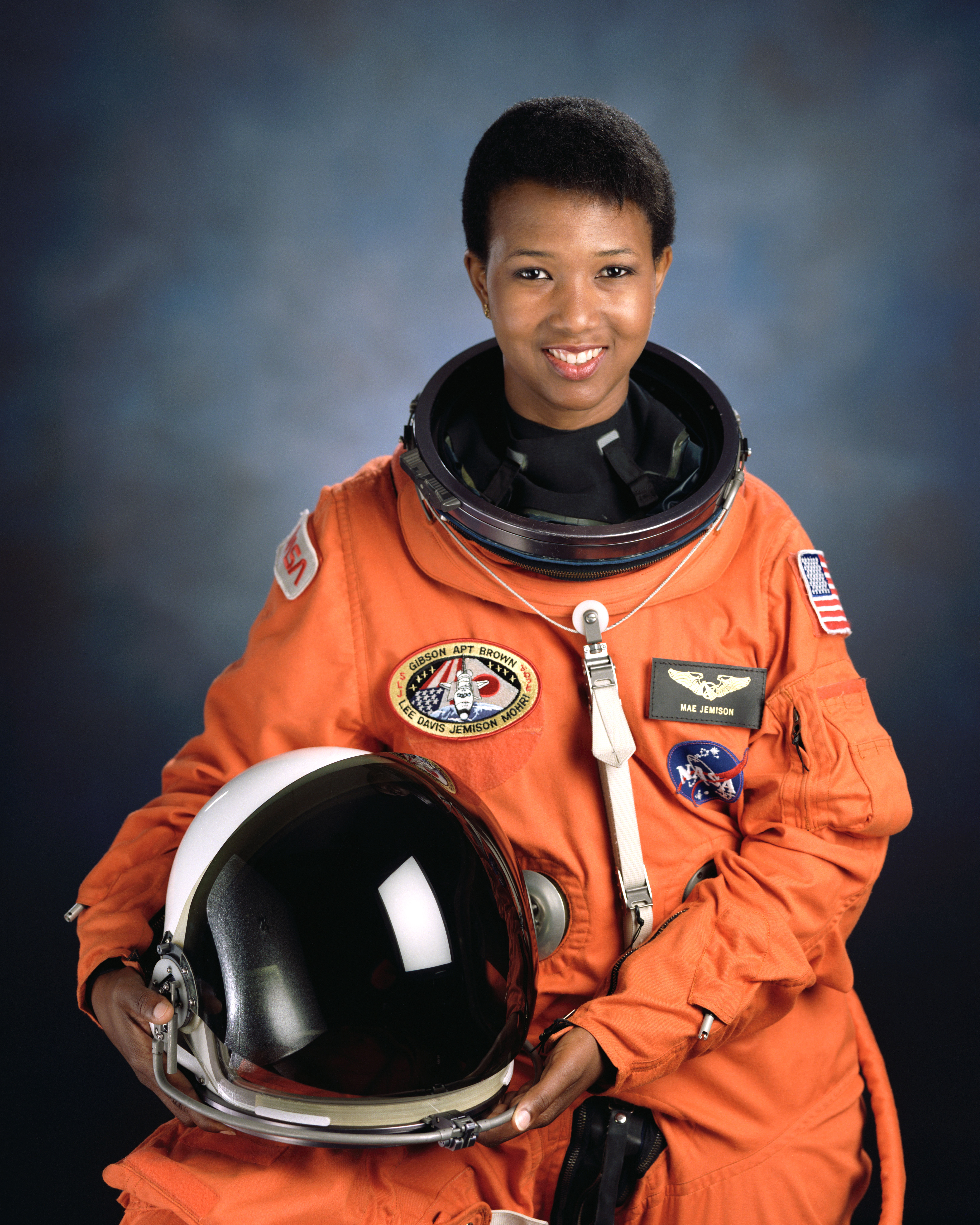
Dr. Mae C. Jemison, astronaut 1992, foto NASA.
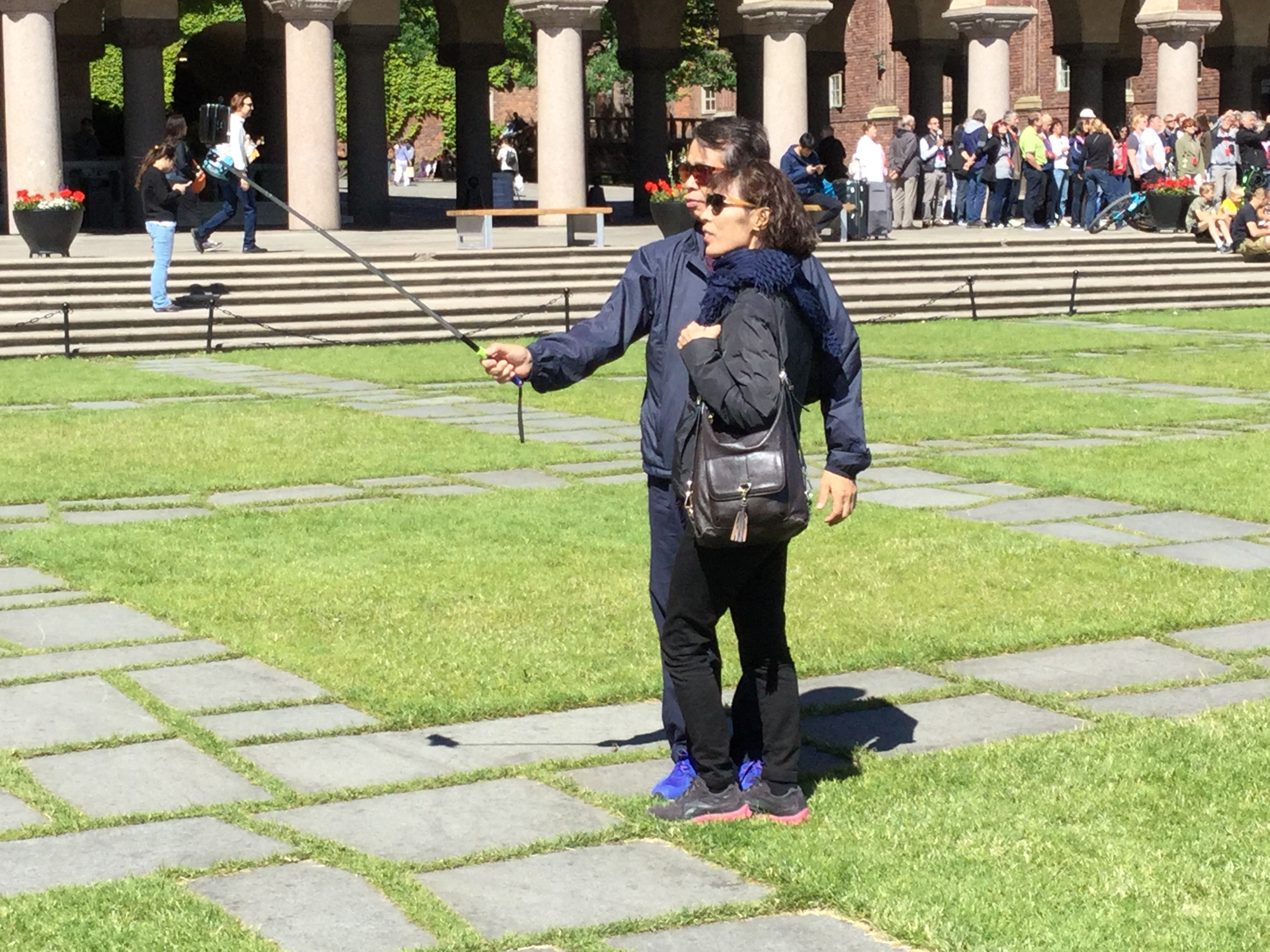
Självporträtt med selfiepinne